# Kompaundace
Slovo kompaund je odvozeno od anglického slova compound, což znamená v překladu smíchat, směs, sloučenina. Samotná kompaundace vzniká na kompaundačních linkách, které se skládají z mnoha částí.
Hlavní částí je extruder, do kterého je přiváděn granulát základního polymeru. Ten je v extrudéru za vysokých teplotách smícháván s aditivy. Poté je tavenina tlačena pumpou přes granulátor, který tvoří granulát o definovaných rozměrech, ten je unášen vodou a poté oddělován a sušen. Tímto procesem vzniká nový typ granulátu o požadovaných parametrech, barvách a vlastnostech.
Tento produkt se používá jako polotovar do plastikářského průmyslu.